# Glitch
Glitch je kratkotrajni kvar ili pogreška u sustavu. Najčešće je ovaj naziv korišten da bi se opisao prolazni kvar koji se sam popravi, stoga ga je teško otkloniti. Pojam je osobito čest u industriji računarstva, elektronike i u savijanju strujnog kruga, također kao i u videoigrama, iako je primijenjen na svim vrstama sustava uključujući prirodu i ljudske organizacije.
Naziv potječe iz njemačke riječi glitschig, što znači "sklisko", vjerojatno je ušlo u engleski jezik kroz jidišku riječ glitsh.